# 华东政法大学

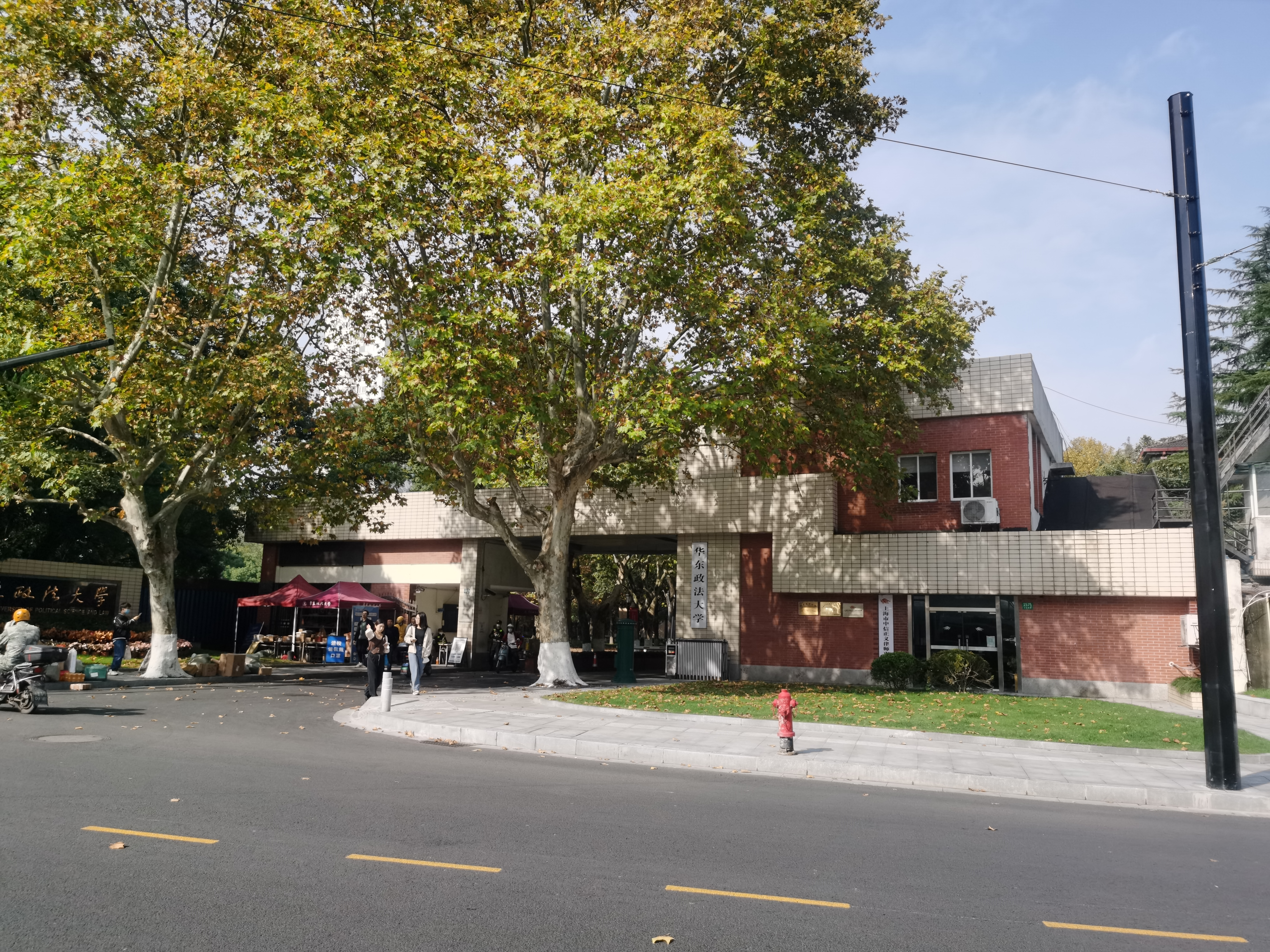
华东政法大学长宁校区校门

华东政法大学（简称：华政），原名为华东政法学院，是一所以法学为主的综合性大学，位于中国上海，目前拥有长宁和松江两个校区，长宁校区位于上海市长宁区万航渡路1575号，为原圣约翰大学的校园，松江校区位于上海市松江区松江大学城龙源路555号。

## 現況
华政曾经是中华人民共和国司法部直属的高等院校之一，现为上海市管理的高校。华东政法学院于2007年经中华人民共和国教育部批准依据《高等教育法》和《普通本科学校设置暂行规定》因办学规模更名为华东政法大学。
华政以法学为主，兼有政治学、社会学、经济学、管理学、文学等多个科系。华东政法大学设有法学博士后流动站，拥有法学一级学科博士学位授予权和硕士学位授予权，一个国家级重点学科（法制史），覆盖10个法学二级学科博士学位和硕士学位授权点；同时还设有思想政治教育、马克思主义中国化研究、政治学研究、社会保障、行政管理、产业经济学等6个硕士学位授予权；2007年，学校获得了知识产权、司法鉴定2个目录外专业学位授予权，学校可以招收法律硕士专业学位研究生和在职研究生。
华政目前设有12个二级学院、2个学部，另设研究生教育院和继续教育学院，其专业科系包括有法学、侦查学、经济学、金融学、行政管理、英语、国际经济与贸易、社会学、治安学、劳动与社会保障、边防管理、政治学与行政学、行政管理、新闻学、公共事业管理、会计学、知识产权、计算机、工商管理、文化产业管理、日语、汉语言文学和社会工作等27个本科专业，法学专业可以招收第二学士学位生。法制史为国家级重点学科，国际法学和法制史是司法部重点学科，经济法学、法制史学和法学一级学科是上海市重点学科，刑法学和经济法学是上海市教委重点学科。法学为上海市教委教育高地建设项目。

## 历史

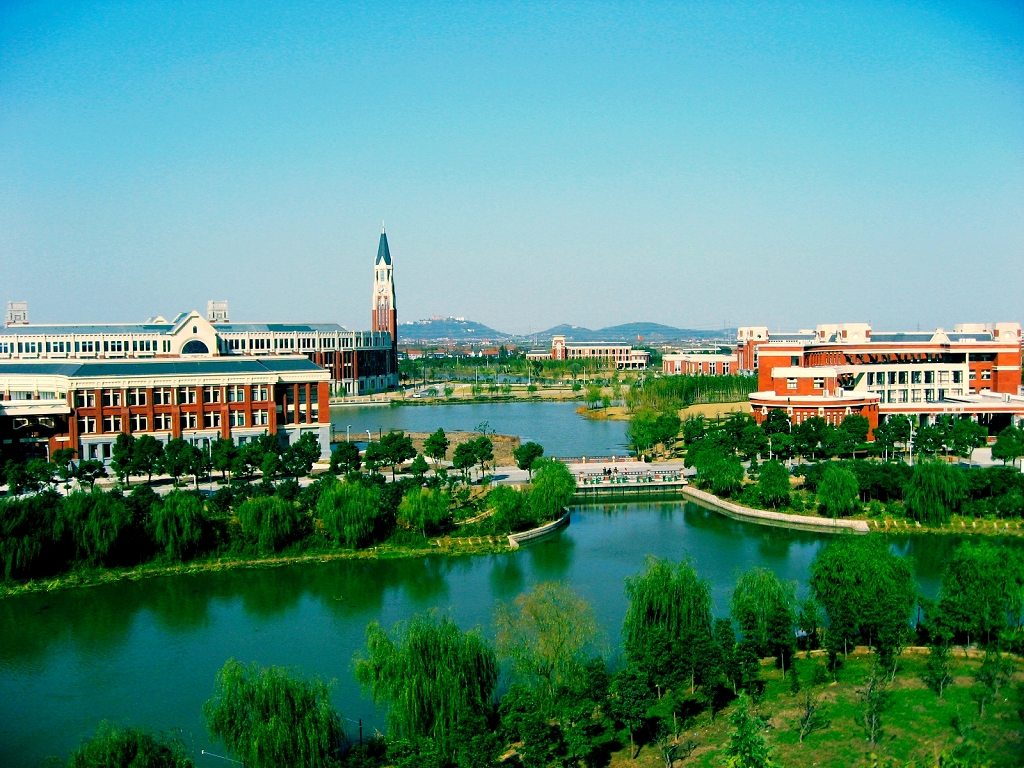
从松江大学城四期学生公寓24号楼7014室拍摄的华政松江校区景色，2006年12月

### 华东政法学院
- 华东政法学院在1952年6月14日立案筹建，1952年10月开始正式筹建，由东吴大学法学院、南京中央大学政治系与法律系、圣约翰大学政治系、复旦大学政治系与法律系、沪江大学政治系与社会系以及震旦大学、上海学院、安徽大学和厦门大学的法律系等9所高校中的12个院系于1953年9月合并而成，院址在原圣约翰大学校址。
- 1958年在大跃进运动中华政与上海财经学院、上海经济研究所、历史研究所、复旦大学法律系等合并成立了上海社会科学院。停止招生工作，成立政治法律研究所等，华政一部分教师并入政治法律研究所。
- 1963年8月，中共上海市委政法小组和教育部根据《中共中央批转中央政法小组、教育部党组关于加强高等政法教育和调整政法院系问题的请示报告》，向市委提出《关于筹办华东政法学院的意见》。9月市委批复同意，提出以上海社会科学院政治法律研究所为基础筹办，行政上由最高人民法院和教育部双重领导，以最高人民法院为主。1964年正式复校。
- 1972年，经最高人民法院和中共上海市委决定，华东政法学院第二次撤消，师资队伍再次解体，大部分流向复旦大学；校舍则被上海社会科学院、复旦分校、上海市卫生学校、普陀区卫生学校、果品公司、蔬菜公司、水文站、水上派出所等八个单位瓜分。
- 1979年3月19日最高人民法院、最高人民检察院、公安部、教育部联合发出《关于恢复华东政法学院的通知》。华政再次复校。
- 2003年2月，占地800亩的松江校区动土施工。当年9月，一期建设工程完工，2003级本科生进入松江校区就读。
- 2005年6月，二期工程基本完工。当年8月，完成学校主体向松江校区的搬迁工作。由此，学校主体由长宁转向松江的工作基本完成。
- 2006年起全部本科阶段全日制在校生均在松江校区就读。

### 华东政法大学
- 2007年3月，经教育部批准，华东政法学院更名为华东政法大学。英文校名从East China University of Politics and Law改为East China University of Political Science and Law，简写维持ECUPL不变。
- 2007年6月9日，华东政法大学于松江校区举行更名揭牌仪式，正式改名。

## 传统

### 校训
华东政法大学的校训：
笃行致知，明德崇法
何为笃行？笃指的是诚笃或忠实。引用《礼记·中庸》第十九章说：“博学之，审问之，慎思之，明辨之，笃行之。”而按《中庸》原意是指人具有“诚”之本性，只要按“至诚”之本性从事修身，透过学、问、思、辨、行五个环节，便可以把自己修养成“君子”。
后来孙中山先生把“笃行”发展成为社会实践。他认为，培养大学生是要使他们到社会中去发挥其聪明才智，要达到理论与实践的统一。就当代的理解，笃行就是要实事求是，努力实践，执着追求，乐于奉献。
据现任校长何勤华教授在《笃行致知，明德崇法——陈鹏生老师教书育人六七事》一文中所述，“笃行致知，明德崇法”校训寓意“人应该沉于思考，勤于实践，彰显善德，崇仰法治。华政以此为校训，就是希望为社会、为国家培养这样一种高品位的法律（包括经济、管理、新闻等）人才”。

### 学生社团
华政学生社团充满多样化，有学术类、实践类、艺术类、体育类等各类社团，目前共有56个学生社团。其学生社团项目多样，且在许多竞赛中表现出众，值得赞扬。如：大学生社会法律援助中心多次被评为上海市明星社团，事是学社在辩论比赛中的优异表现，唯舞艺协社团在许多跳舞比赛项目中的优异表现等。

## 介绍

### 学术水平
华东政法大学属于中华人民共和国建国后设立的第一批法律院校（有五院四系之说）。华政的法学综合实力自建校至今在上海市以及华东地区处于领先地位。其中法制史是华政的国家级重点学科。一般而言，在高校中拥有各学科研究会兼职职务可以在某一方面代表一个学校在此学科上的实力强弱，华政除校长何勤华教授任全国外国法制史研究会会长外，另有刘宪权教授任中国法学会刑法研究会副会长，顾功耘教授任中国法学会经济法研究会副会长，童之伟教授任中国法学会宪法研究会副会长。
出版有《法学》、《犯罪研究》、《青少年犯罪问题》、《华东政法大学学报》和《知识产权研究》等期刊，设有上海市社会综合治理研究所、WTO研究中心、青少年犯罪研究所等30余个科研机构。图书馆藏书愈240万册，中外文期刊1200多种，电子图书130余万种。同国内外近百所著名大学、法学院（系）、科研机构及立法、司法、行政机关等建立了长期合作关系。

### 从政教师
华东政法大学教师有多人从政。前院长曹建明现任全国人大常委会副委员长，曾任最高人民检察院检察长（在此之前为最高人民法院常务副院长，一级大法官），现中共上海市闵行区区委书记孙潮（任职闵行区前曾任上海市徐汇区区长）以及前上海市金山区区长、现中央驻香港联络办公室宣传部部长郝铁川也都是出自华政。前国际金融法律学院院长罗培新出任上海市人民政府法制办公室副主任。

### 学生
华东政法大学生源传统上大多来自华东六省一市（上海、江苏、浙江、山东、安徽、江西、福建）近年来随着学校大规模扩招，其他省市的招生人数有所上升。华政同时也招收一定数量的侨生以及来自香港、澳門、台湾地区的学生。
由于在上海乃至华东地区的综合性大学几乎不拥有较强的法学学科，华东政法大学作为专业的法学教研机构长期以来生源质量较高，加之二十世纪九十年代中期之后的法学热，招生录取分数线在一段时期内居高不下。近年来，特别是2003年开始全面扩招后，由于录取人数大幅增多、其他综合性大学法学学科建设力度的加强以及学费大幅增长（从2003年开始松江校区本科生学费每年10000元人民币，后从2006年秋学期开始法律专业学生降为6500元人民币，非法律专业学生降为5000元人民币），本科录取分数明显降低，自2003年后，华东政法大学的录取分数线一直处于上海市第一批录取本科学校的后段。大规模的扩招导致生源质量下降，对学校有一定负面的影响，但是亦有人认为此为学校扩大办学规模，从单一法科院校转型为多学科大学的必经过程。
华东政法大学自2003年起将本科生教育迁至松江校区。松江校区处于远郊区。学生长期在偏远的松江校区，也与上海繁荣市区的社会融入不够。这也是松江大学城及其他郊区大学城呈现的弊病。

### 知名校友
应松年、曹建明、郝铁川、苏惠渔（四人帮案辩护人）、俞子清、何勤华、孙潮、李秀清、罗培新、王迁、金可可、葉映彤。

### 与圣约翰大学的关系
因为华东政法大学为1952年将华东地区九所学校的政治系与法律系合并建立而成，所以一直有华政为某某学校传承者或者某某学校为华政前身的言论。其中传播最盛者为圣约翰大学为华政前身一说。
严格意义上，华东政法大学仅为使用原圣约翰大学校舍的新建大学，与1879年由美国圣公会建立的圣约翰大学并无实质上的传承关系。1952年院系调整，圣约翰大学被拆散并入多所高校，主要是华东师范大学、复旦大学和上海第二医学院(后改名为上海第二医科大学，2005年并入上海交通大学成为上海交通大学医学院)。
华东政法学院只是名义上于1952年将9个大学的政治系、法律系、社会学系合并而成，但实际上包括东吴大学法学院、厦门大学法学院、圣约翰大学政治系及南京大学法学院等学校的部分师资并未进入这一新建的学校，只是部分资料的转移。华东政法学院仅可作为继承包括圣约翰大学等上述九所大学相关专业的部分软硬件而成立的使用原圣约翰大学校园的全新学校。圣约翰大学无论在事实上及法律上均已不存在，亦不存在所谓继承者或是作为任何一个学校的前身。
台湾的圣约翰科技大学（原名新埔工业专科学校）资金主要来自基督教台湾圣公会以及上海圣约翰大学台湾校友会，虽其建立之初衷是为延续“圣约翰精神”，但它实际上是作为一个新立的大学存在，并不属于原上海圣约翰大学在台复校。

## 院系设置
| | |
| - 法律学院 - 民商法学 - 经济法学院 - 经济法学 - 国际法学院 - 国际经济法学 - 国际经济法学(合作班) - 刑事司法学院 - 刑事法学 - 经济侦查学 - 刑事侦查学 - 治安学 - 边防管理 - 计算机科学与技术 - 商学院 - 会计学 - 国际经济与贸易 - 工商管理 - 经济学 - 金融学 - 金融工程 | - 外语学院 - 英语 - 日语 - 人文学院 - 文化产业管理 - 新闻学 - 汉语言文学 - 知识产权学院（页面存档备份，存于） - 知识产权 - 政治学与公共管理学院 - 公共事业管理 - 行政管理 - 劳动与社会保障 - 政治学与行政学 - 社会发展学院 - 社会学 - 社会工作 - 国际金融法律学院 - 国际金融法 - 国际航运法律学院 - 研究生教育院 - 继续教育学院 |

## 校园

### 长宁校区
华东政法大学长宁校区为原圣约翰大学旧址。原圣约翰大学古朴典雅的校园建筑系1939年之前约60年间建造。这群中西合璧的校舍，在建造时是中国前所未有的，人们称这为约翰式的中国高等学校著名建筑群，上海市人民政府于1995年将它们列入“市级建筑保护单位”。
- 韬奋楼（原名怀施堂）于1894年1月26日举行奠基典礼。系拆除1879年4月建筑的四合院，用原隅石奠基，以示新旧继续不绝之意。1895年2月19日举行落成典礼。基地面积3242平方米，建筑面积5061平方米，砖木结构，计87个房间。该楼的建筑图纸，在美国绘就，保存着中国四合院式的建筑特点，当时屋顶四角皆为曲线形（于1959年大修时改为直线形）。南面中间，原图设计是塔楼，后采纳了约大科学系主任顾斐德教授提议，改为钟楼（大钟由美国马萨诸塞州波士顿E.HOWARD联合公司铸造），钟不仅适应约大师生的需要，也方便了附近一带群众。在当时，该楼是创始中国式学院的建筑，也是教会学校建筑中最佳校舍。在该楼落成典礼上，为纪念约大创始人施约瑟（Samuel Isaac Joseph Schereschewsky），正式命名该楼为怀施堂。中华人民共和国成立后，约大师生为纪念1921年毕业生邹韬奋，要求将怀施堂改名为韬奋楼，于1951年经华东军政委员会批准，同意更改楼名。

- 格致楼（建楼时曾称格致室，曾用名科学馆、办公楼、校政厅）于1898年11月20日奠基，落成典礼于1899年7月19日举行。

- 学生宿舍四号楼（原名思颜堂）于1903年10月24日奠定隅石，1904年10月1日举行落成典礼。为纪念约大创办初期出力最多的颜永京牧师，而命名思颜堂。该楼呈现U字型，采用中西结合建筑形式，楼项四欠皆为曲线形，东侧南顶以阳台护栏式装饰。1913年2月1日，约大举行学期结束仪式，中华民国第一任临时大总统孙中山先生应邀于大会堂演讲。

- 学生宿舍5号楼（原名思孟堂）的隅石于1908年9月19日安置，翌年9月落成。

- 老图书馆（即5号楼）于1915年岁首举行奠定隅石典礼，次年初夏落成。

- 体育室位于韬奋楼（怀施堂）以北，其前身为简陋健身房，1918年6月30日安置隅石，1919年11月15日举行顾斐德纪念体育室落成典礼。内有中国大学第一座室内温水游泳池，1998年改游泳池及浴室设备为学生健身等用房。

- 交谊室（即3号楼），1919年11月15日约大举行40周年纪念会时，该校同学会和校友们为纪念校长卜舫济故夫人黄素娥女士，发起捐银建筑新交谊室。该室的落成典礼，与约大50周年纪念会及纪念坊揭幕典礼同日举行，日期是1929年12月14日。新交谊室择址于1888年建的旧交谊室的基地，由校友范文照设计中西合璧的图样，基地面积863平方米，建筑面积1768平方米，是钢筋水泥及砖木混合结构。该校舍两层，上层分大、小交谊厅各一间。大交谊厅除了用以交谊、会议、文娱活动以外，还可进行篮球比赛，厅的四周上端筑有看台，东、西、北有数排长木板坐位，约能容300人就坐，南还设有放映间。下层有大小房间11个，供学生文体社团使用。这幢富丽堂皇的交谊室落成，殆可为当时中国大学校舍中著名建筑物之一。

- 纪念坊，于1929年，曹家渡众商民为纪念圣约翰大学建校50周年而立该纪念坊。其形状古色古香，颇为别致。该纪念坊于1955年曾被拆除，1992年10月由圣约翰大学校友会在纪念坊原处复建。纪念坊的四根石柱上，前后均琢有两副对联，并有横额。外联语是：“环境平分三面水，树人已半百年功”。中联语是：“淞水钟灵英才乐育，尼山知命声教覃敷”。正面横额是：“缉熙光明”。北面，外联语为：“明礼达用是为国华天挺之才资造就，新命旧邦广开学舍海通而浚此权与”。中联语为：“命中西於一炉五十载缔造经营蔚成学府，在东南为巨擘千万人灈磨淬厉用扬国光”。背面横额为：“光与真理”，其为约大校训。

- 东风楼，原名西门堂，“文革”期间改为现名，隅石于1923年岁末奠定，次年12月13日举行落成典礼。基地面积3599平方米，建筑面积4078平方米，两层长方形（又称马蹄形）砖木结构，计99个房间，并筑有小会堂和膳堂各一。

- 礼拜堂，在1982年，为建设华政的图书馆而拆除[2]

- 交谊楼

- 同仁楼现女宿舍

- 树人堂（9号学生宿舍）取“十年树木，百年树人”之意[3]

- 红楼图书馆

- 六三楼现华政保卫处

- 华谊楼，内有餐厅

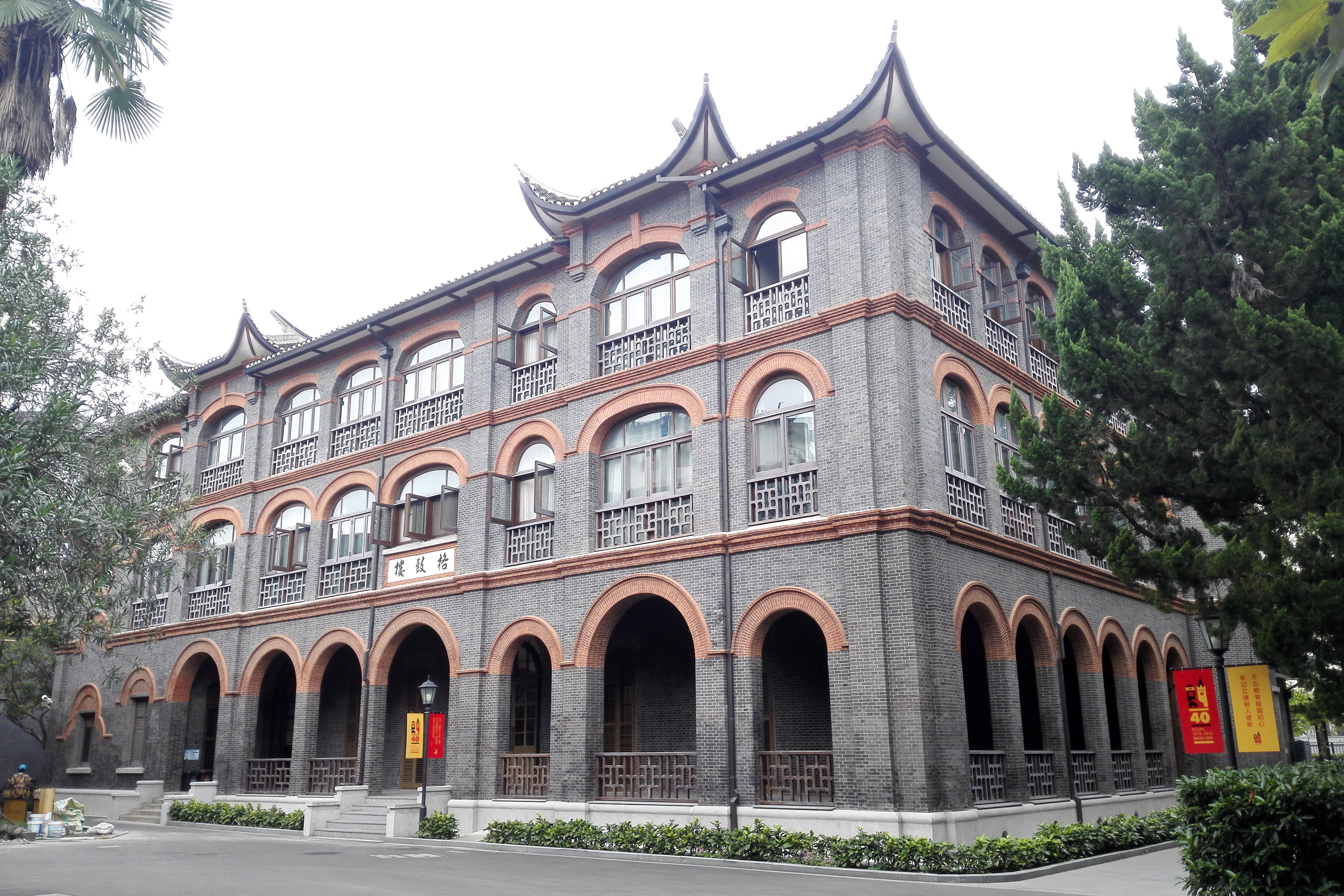
格致楼
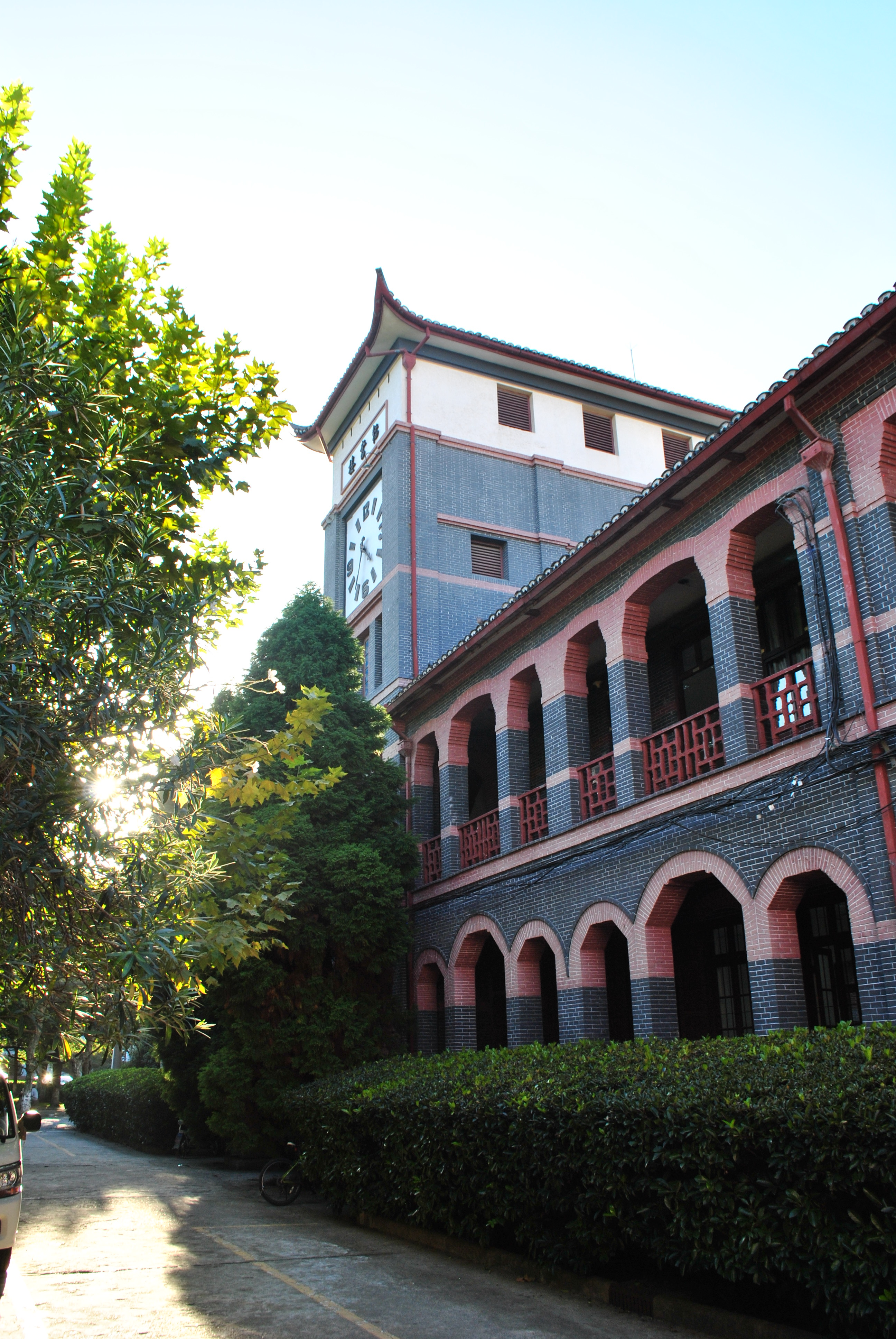
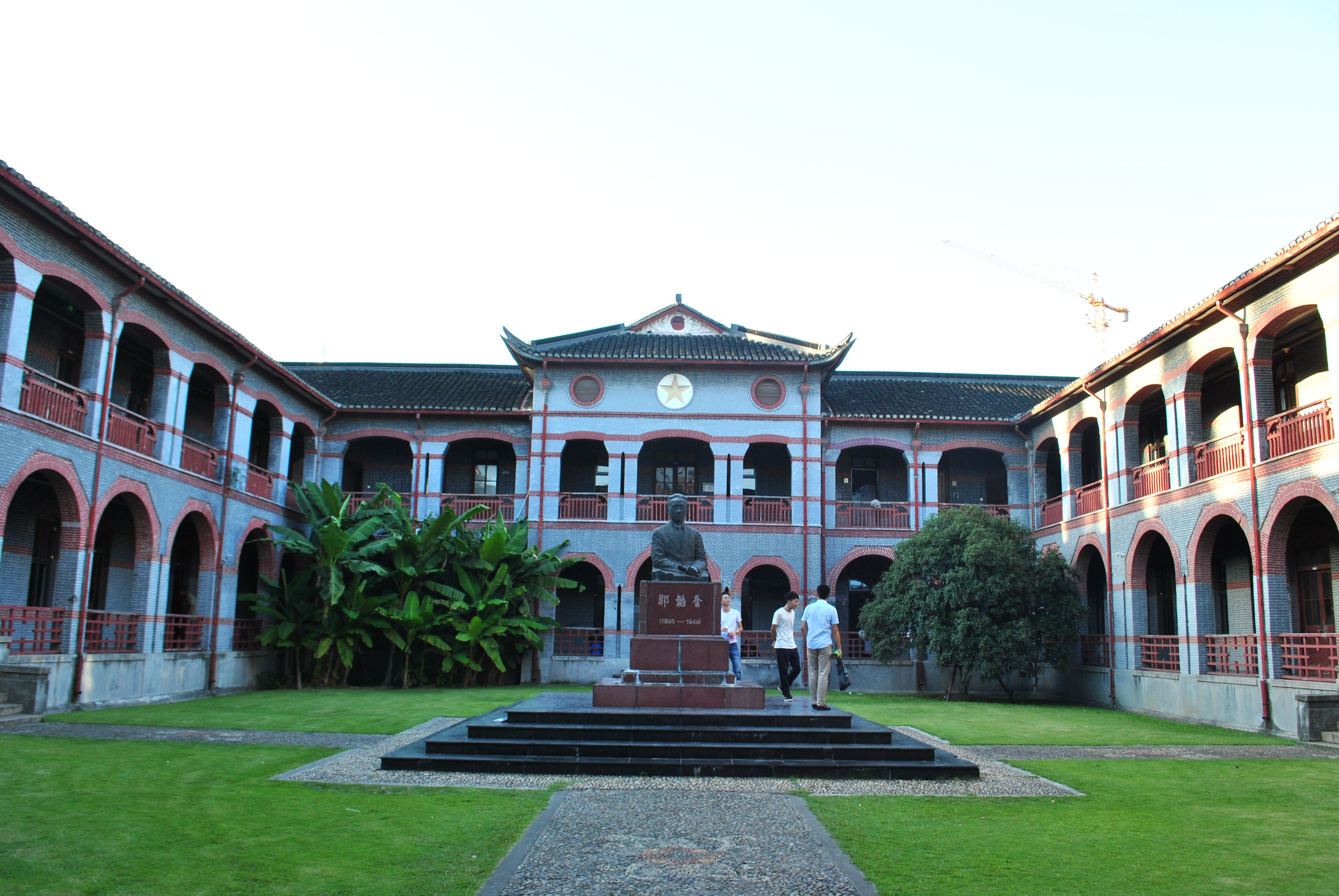
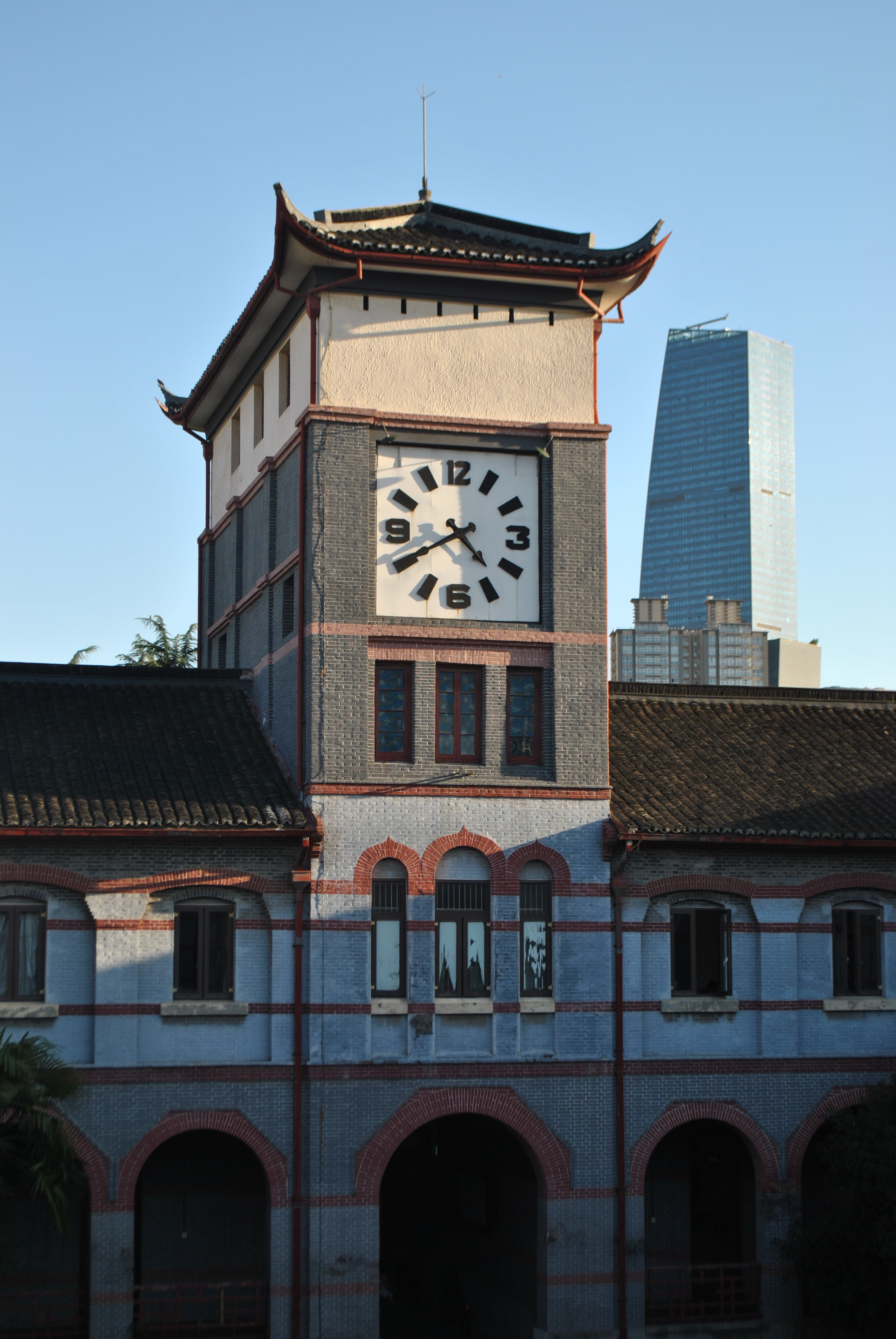
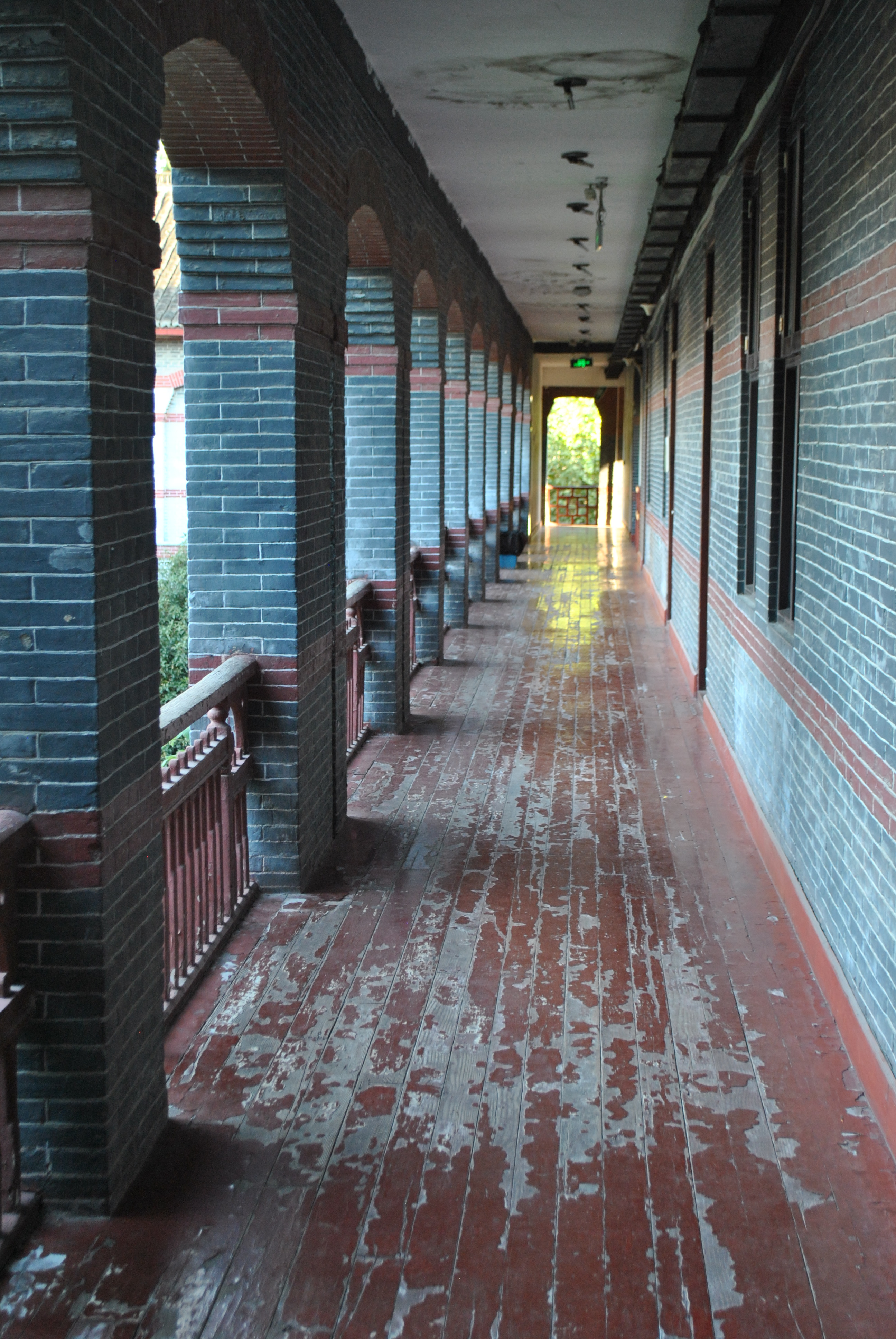
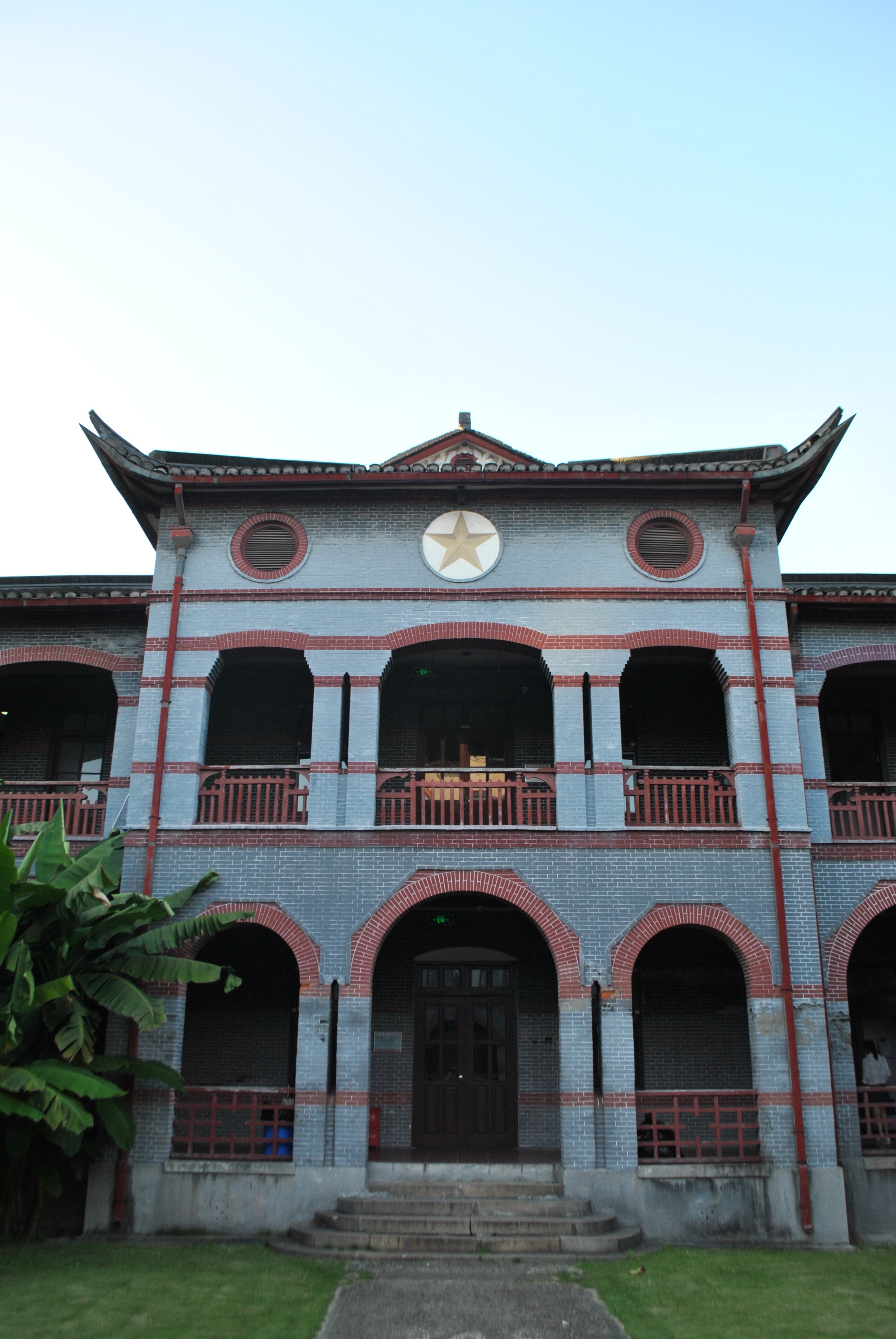
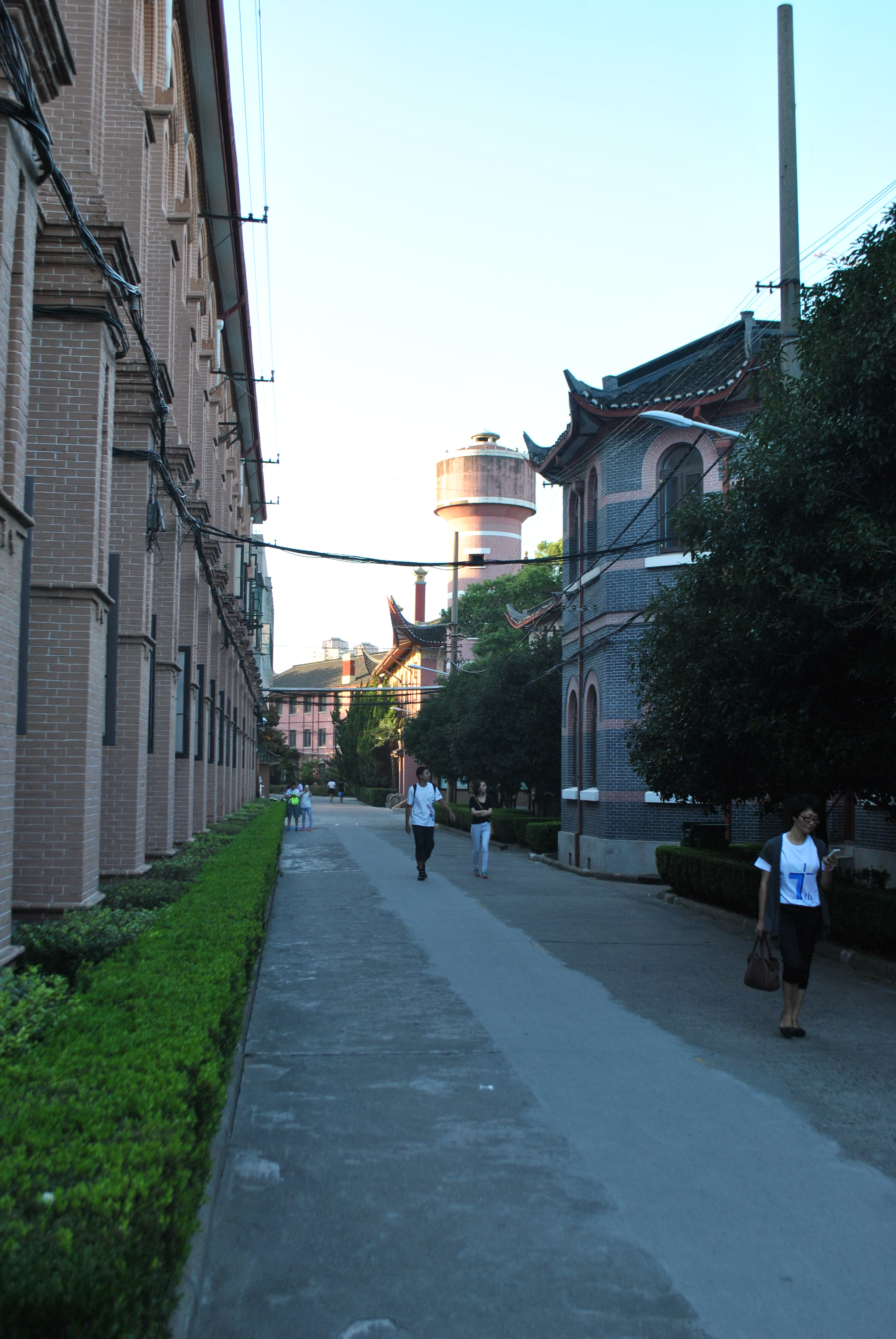

### 松江校区
松江校区为2002年后新建，整体的风格沿袭了老长宁校区的建筑风格，以红色为主色调，采用了欧式古典建筑风格，建筑造型十分优美且复古。
- 明珠楼，为松江校区的图书馆，其中还包括电脑教室等信息图文中心。明珠楼旁还设有一个钟塔，整点敲钟报时。
- 明法楼，为松江校区的公共教学大楼，分为东楼、西楼两栋主体，并在四楼设有连接走廊，中庭有一片池塘及喷水池。明法楼拥有多个教学教室供各科科系学生上课或者自习，为松江校区中最大的教学楼。五楼拥有学生健身房。
- 明镜楼，为松江校区的行政及会议中心，供教师及行政管理人员办公使用。
- 明德楼，为松江校区的教师活动中心，一楼设有教师餐厅，二楼至四楼设有旅馆，可供师生家长付费使用。
- 明志楼，为松江校区的学生活动中心，供学生工作及社团管理使用，一楼还设有学校医务室。
- 体育馆，为松江校区的室内体育馆，包含室内篮球场、排球场、羽毛球场、舞蹈教室、桌球场地等运动场所。
- 崇法楼，为法律学院、知识产权学院的教学大楼。供学生上课或自习以及教师办公。
- 集英楼，为商学院、外语学院、人文学院、公共管理学院的教学大楼。供学生上课或自习以及教师办公。
- 杨咏曼楼，为经济法学院、国际经济法学院、社会发展学院的教学大楼。供学生上课或自习以及教师办公。
- 尚杰楼，为刑事司法学院的教学大楼。供学生上课或自习以及教师办公。

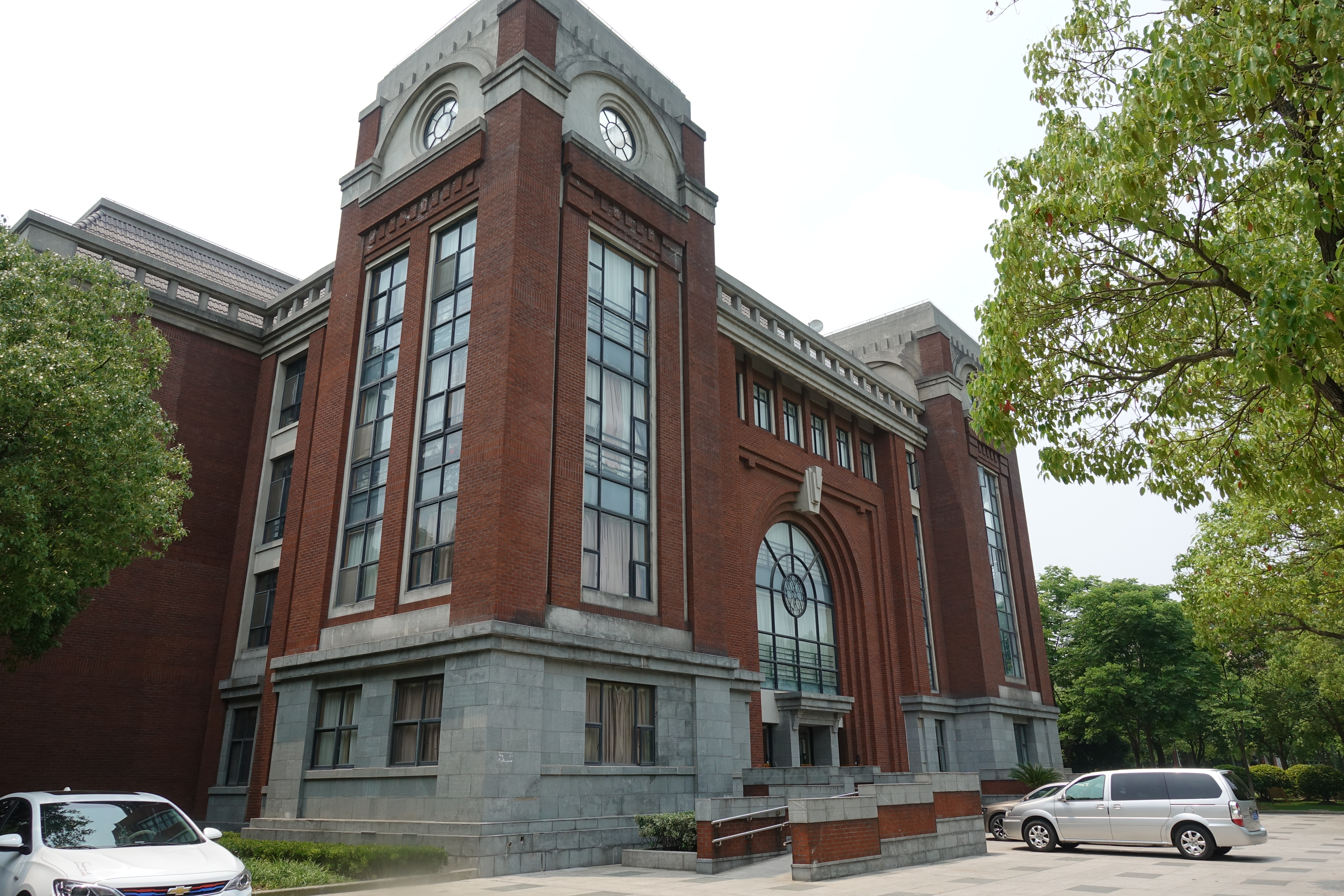
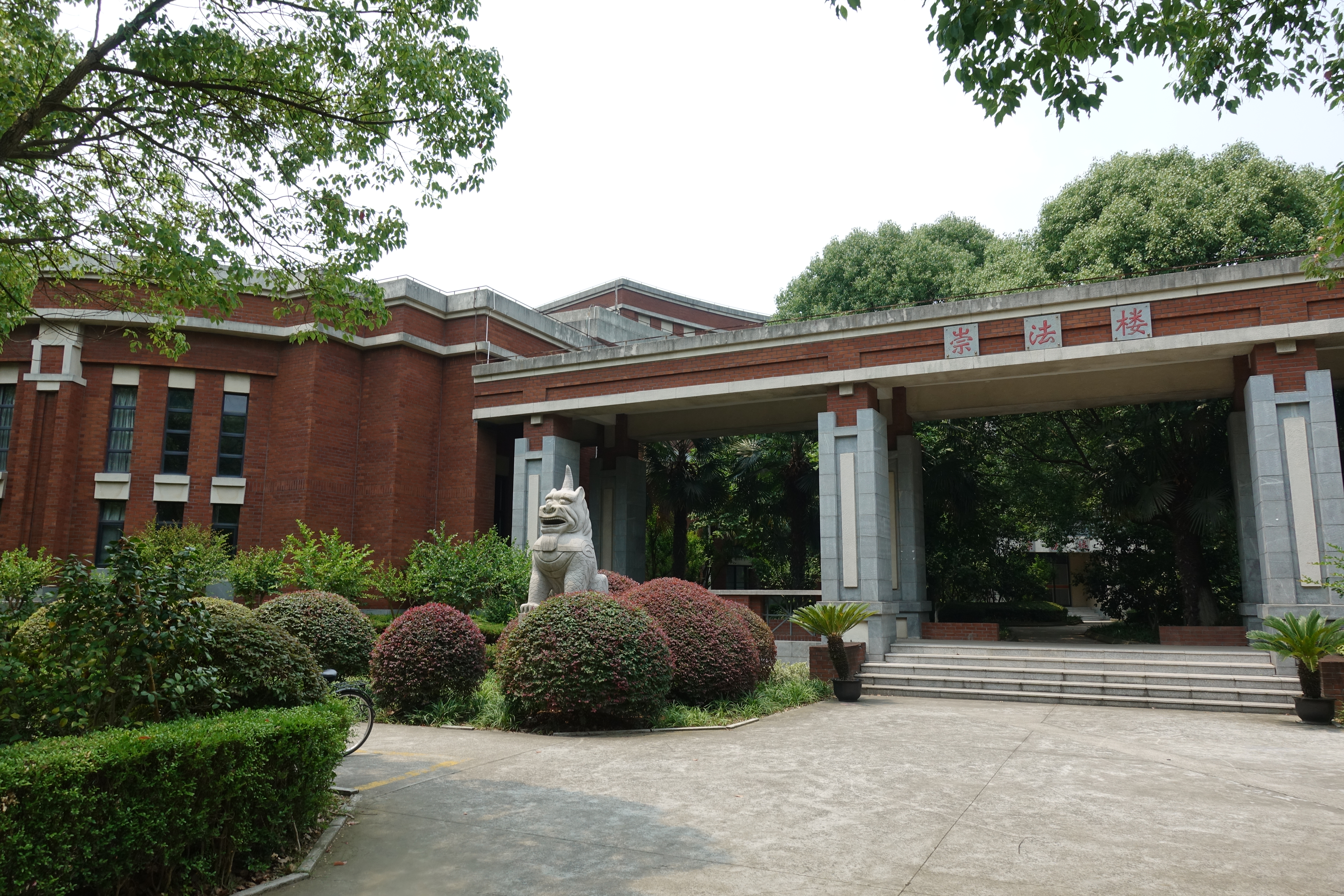
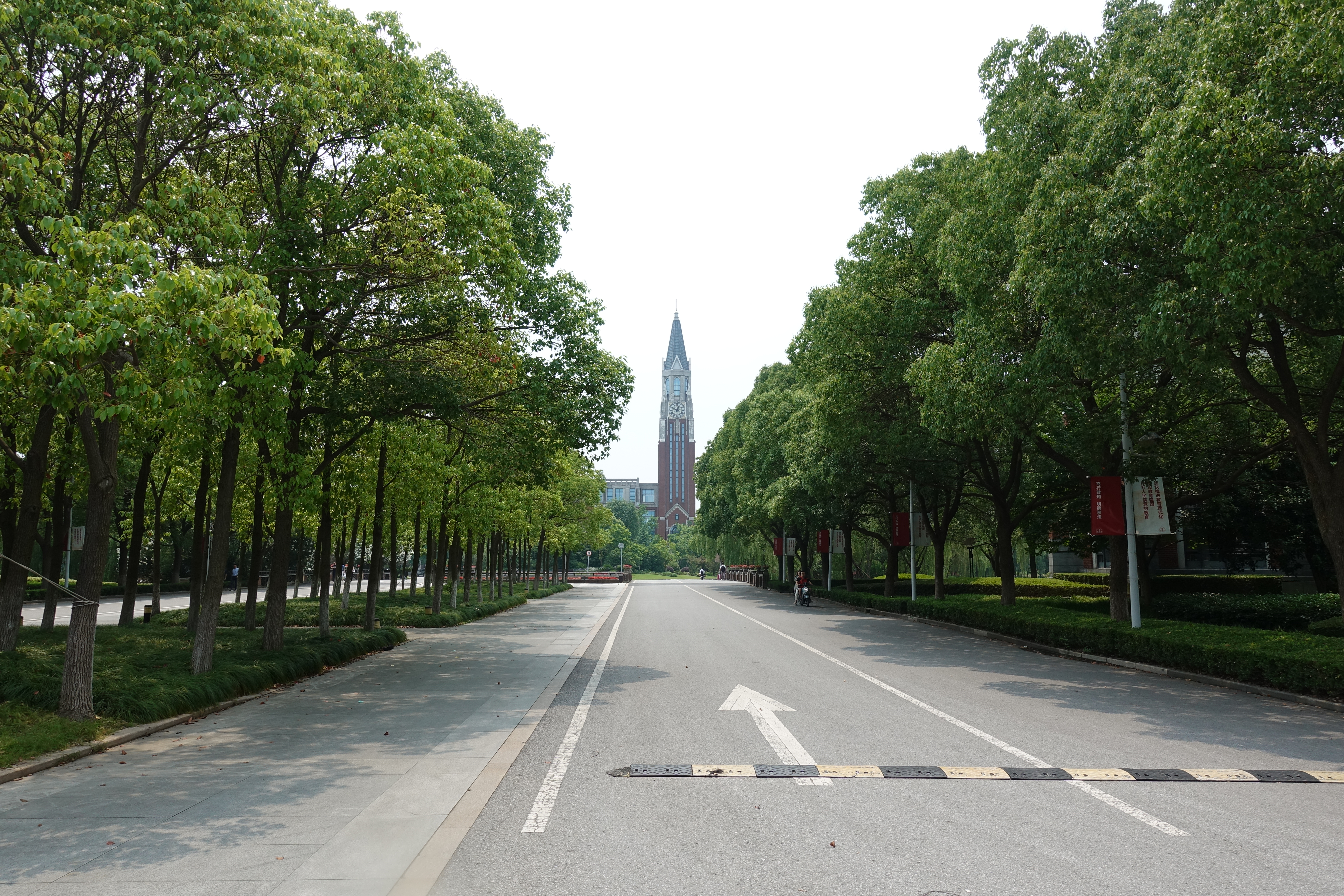
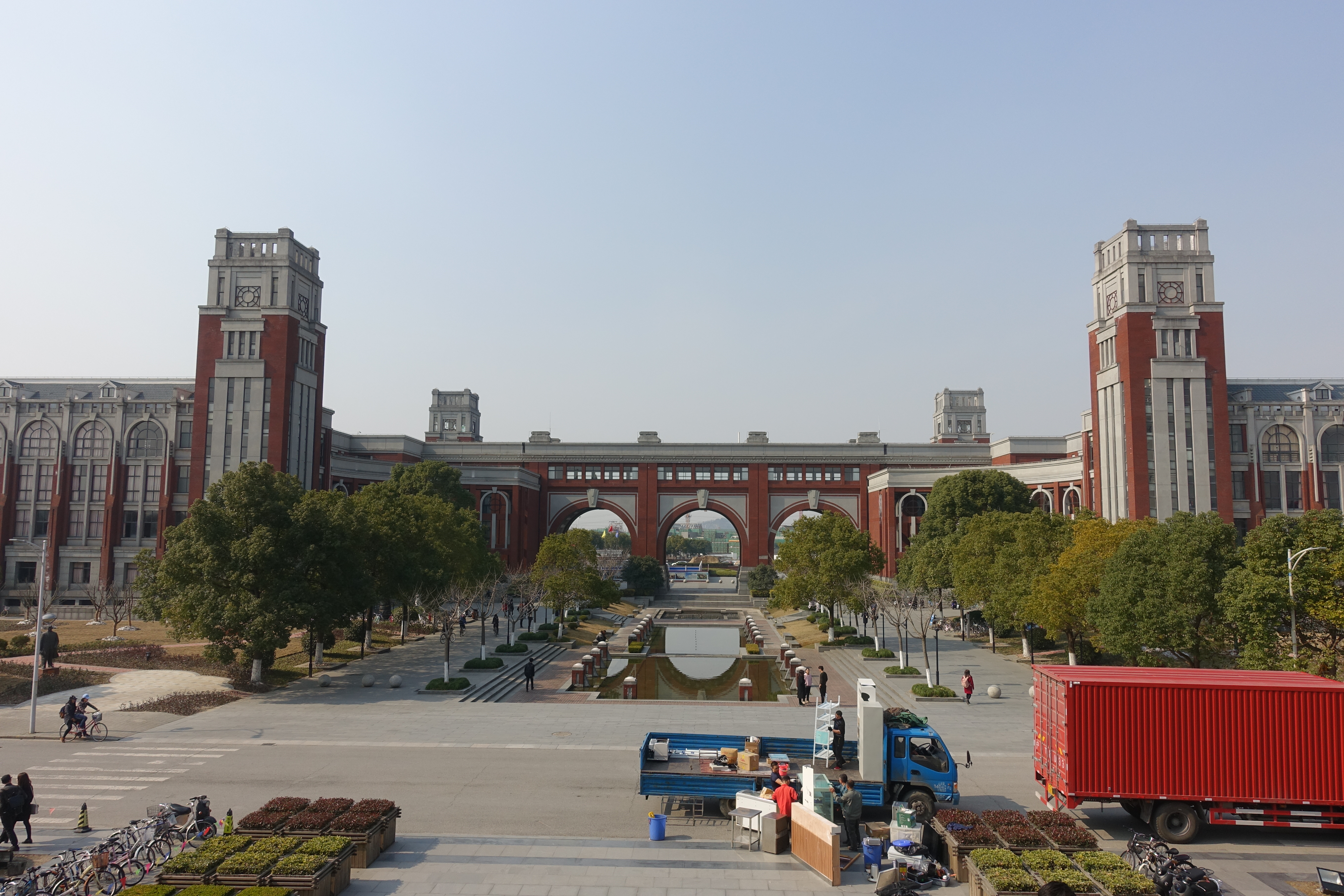
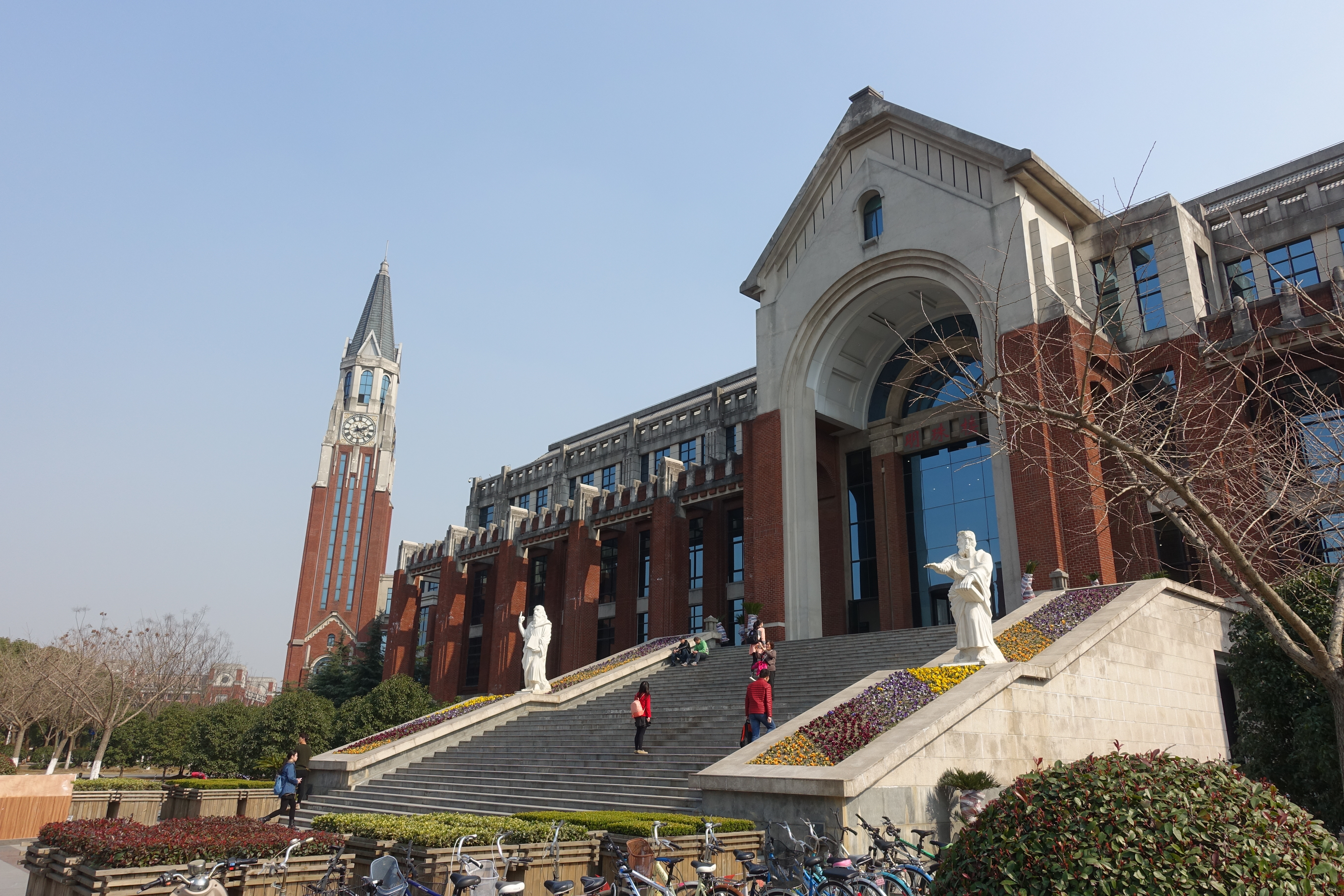

## 历任校长
| 姓名   | 在任时间             |
| ------ | -------------------- |
| 魏文伯 | 1952年10月—1955年5月 |
| 郑文卿 | 1955年5月—1956年6月  |
| 雷经天 | 1956年6月—1958年8月  |
| 魏明   | 1964年5月—1972年4月  |
| 徐盼秋 | 1979年6月—1984年4月  |
| 陈天池 | 1984年4月—1985年8月  |
| 史焕章 | 1985年8月—1997年8月  |
| 曹建明 | 1997年8月—1999年12月 |
| 何勤华 | 1999年12月—2015年7月 |
| 叶青   | 2015年7月—现在       |

## 研究

### 研究中心及研究所
- 都市法政策研究中心
- 法律史研究中心
- 韩国法研究中心
- 罗马法与欧洲法研究中心
- 民法研究中心
- 刑法学研究中心
- 诉讼法研究中心
- 宪法学与行政法学研究中心
- 法理学研究中心
- 律师事务研究所
- 房地产法研究所
- 港澳台法研究所
- 中国儒学与法律文化研究所
- 比较法研究所
- 行政法研究所
- 立法研究所
- 经济法研究中心
- 商法研究中心
- 环境资源能源法研究中心
  - 环境保护法研究所
  - 自然资源与能源法研究所
  - 环境与贸易研究所
- 日本法研究中心
- 竞争法研究所
- 金融法研究所
- 社会法研究所
- 公司法研究所
- 网络法研究所
- WTO研究中心
- 国际法研究中心
- 国际航运与海商研究中心
- 司法鉴定中心
- 青少年犯罪研究所
- 上海市社会治安综合治理研究所
- 性法学研究所
- 生命科学与法律研究所
- 人文科学研究中心
- 文化产业研究中心
- 政治与行政研究所
- 文学与法研究所
- 法律古籍整理研究所
- 政治学与公共管理研究中心
- 经济与商务研究中心
- 国家资本研究中心
- 商务与投资研究所
- 加拿大研究中心
- 英语语言理论与教学研究中心
- 电子商务法研究所
- 法社会学研究所
- 社会调查研究所
- 司法研究中心
  - 司法改革研究所
  - 金融法制研究所
  - 犯罪与刑事政策研究所
  - 民事立法与司法研究所
- 知识产权研究中心
- 国家安全法研究中心
- 诊所法律教育中心
- 妇女法律研究中心
- 邓小平理论研究中心
- 循环经济法研究中心
- 教育改革与发展研究中心
- 法学情报信息中心
- 政治学研究院 （页面存档备份，存于）

### 学术刊物
- 《法学》
- 《犯罪研究》
- 《青少年犯罪问题》
- 《华东政法大学学报》
- 《知识产权研究》
- 《法学研究生》